# فرودگاه سومبه
فرودگاه سومبه (به انگلیسی: Sumbe Airport) یک فرودگاه همگانی با کد یاتا NDD است که یک باند فرود آسفالت دارد و طول باند آن ۹۴۹ متر است. این فرودگاه در کشور آنگولا قرار دارد و در ارتفاع ۱۱ متری از سطح دریا واقع شده است.